# Шестаково (Ярославская область)
Шестаково — опустевшее село Ростовского района Ярославской области, входит в состав сельского поселения Семибратово.

## География
Расположено в 23 км на юг от центра поселения посёлка Семибратово и в 19 км на юго-восток от Ростова.

## История
Шестаково упоминается в летописях 1455 год. Шестаково упоминаемое в древности принадлежало Ларь Шестаку и наконец князю Михаилу Ивановичу Шеидону, одним из потомков которого, боярин Юрий Шестак в 1482 году был отправлен московским послом в Крым. Впоследствии это село было загородной дачей и резиденцией ростовских владык. Церковь св. Иоанна Предтечи в селе была построена в 1749 году знаменитым Арсением Мацевичем митрополитом Ростовским. Она одноглавая.
Колокольня построена вместе с церковью, а в 30-х годах 19 века переделана на средства прихожан. В церкви было два престола: Иоанна Предтечи и св. Димитрия Ростовского. До 1826 г. в Шестакове существовала деревянная церковь во имя св. Димитрия Ростовского: вместо неё к настоящей Предтеченской церкви на средства прихожан сделан придел во имя того же святого в 1828 году.
В конце XIX — начале XX село входило в состав Воржской волости Ростовского уезда Ярославской губернии. В 1885 году в селе было 17 дворов.
С 1929 года село входило в состав Воржского сельсовета Ростовского района, с 1954 года — в составе Угодичского сельсовета, с 2005 года — в составе сельского поселения Семибратово.

## Население
| 1859 | 1914 | 2007 | 2010 |
| ---- | ---- | ---- | ---- |
| 151  | ↗210 | ↘0   | →0   |